# Bahntower
Il Bahntower, noto anche come BahnTower e Bahn-Tower, è un grattacielo di 26 piani e alto 103 m situato sulla Potsdamer Platz di Berlino, in Germania.
Costruito tra il 1998 e il 2000, il Bahntower occupa una superficie di 22000 m² utilizzati per gli uffici per la sede della Deutsche Bahn. È il sesto edificio più alto di Berlino e il sessantaquattresimo edificio più alto della Germania.